# Vinkeljärn

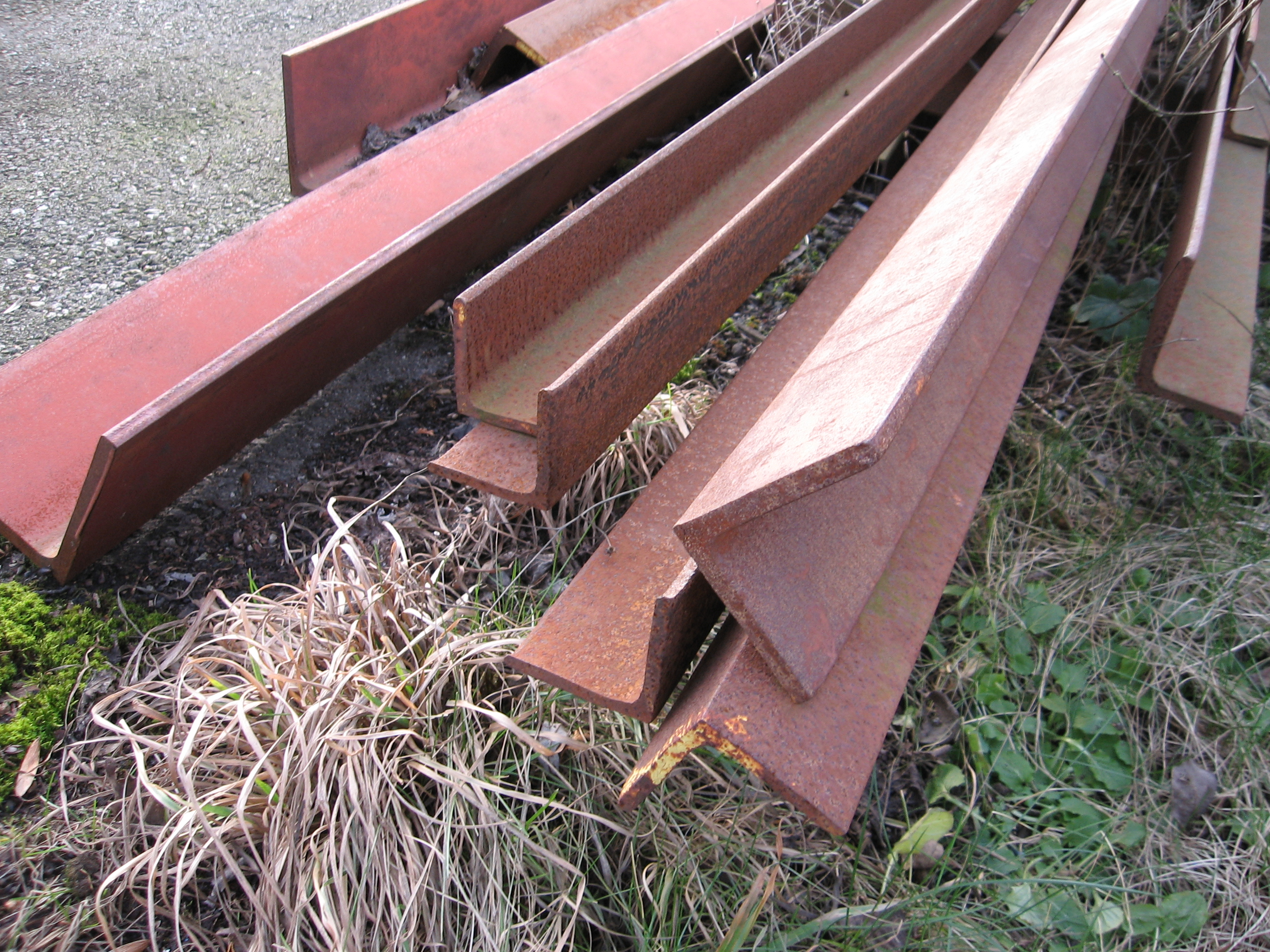
Vinkeljärn

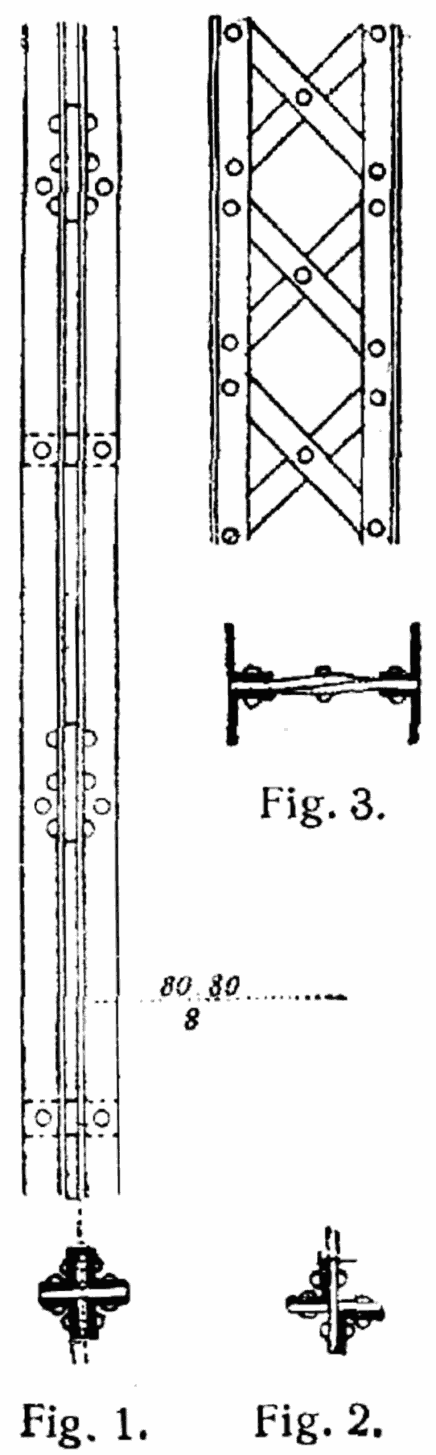
Av vinkeljärn och plåt sammansatt profil

Vinkeljärn är en varmvalsad stålprofil specificerad i EN 10056, som ser ut som ett L.
Vinkeljärn är den enklaste profilen att valsa och användes tidigare ofta till sammansatta profiler, balkar byggda av vinkeljärn och plåt etc.